# フロールチェ・メイナース
フロールチェ・メイナース（Floortje Meijners、女性、1987年1月16日 - ）は、オランダの元バレーボール選手。元オランダ代表。

## 来歴
2002年、オランダのクラブチームEurosped TVTに加入し、プロとしてのキャリアをスタートさせる。2005年、オランダ代表に初選出される。同年の欧州選手権に出場し、代表デビューした。2006年、DELA Martinusに移籍した。同年11月の世界選手権に出場した。2007年、ワールドグランプリで金メダルを獲得した。
2014-15シーズンからトルコリーグの強豪ガラタサライに移籍した。

## 球歴
- 世界選手権 - 2006年
- 欧州選手権 - 2005年

## 所属クラブ
- Eurosped TVT（2002-2006年）
- DELA Martinus（2006-2009年）
- TVC Amstelveen（2009-2010年）
- FVブスト・アルシーツィオ（2010-2012年）
- River Volley Piacenza（2012-2014年）
- ガラタサライ（2014-2015年）
- River Volley Piacenza（2015-2016年）
- サヴィーノ・デルベーネ・スカンディッチ（2016-2017年）
- FVブスト・アルシーツィオ（2018-2019年）
- モンツァ（2019-2021年）